# Чемпионат России по хоккею с мячом 1996/1997
5-й чемпионат России по хоккею с мячом состоялся с 22 ноября 1996 года по 12 марта 1997 года.
Участвовали 22 команды. Предварительный турнир по географическому принципу: Восточная и Западная группы, затем — плей-офф, начиная с 1/4 финала, стыковые матчи за 5, 7 места, турниры за 9-14 и 15-22 места. Сыграно 303 матча, забит в общей сложности 2381 мяч.
Чемпионом России стала команда «Водник» (Архангельск).

## Предварительный этап
| М  | Западная группа             | 1        | 2        | 3        | 4       | 5       | 6        | 7       | 8        | 9         | 10       | 11        | В  | Н | П  | Мячи            | О  |
| -- | --------------------------- | -------- | -------- | -------- | ------- | ------- | -------- | ------- | -------- | --------- | -------- | --------- | -- | - | -- | --------------- | -- |
| 1  | «Водник» (Архангельск)      |          | 10:2 0:7 | 6:1 3:4  | 9:3 5:6 | 7:1 3:6 | 9:2 7:3  | 7:2 6:2 | 10:5 5:1 | 8:2 7:5   | 9:2 13:3 | 10:2 8:5  | 16 | 0 | 4  | 142 — 64 = + 78 | 48 |
| 2  | «Волга» (Ульяновск)         | 7:0 2:10 |          | 4:3 2:2  | 4:3 1:5 | 2:0 2:7 | 7:2 4:4  | 5:1 4:2 | 7:3 4:2  | 10:4 8:4  | 7:1 6:3  | 5:1 10:4  | 15 | 2 | 3  | 101 — 61 = + 40 | 47 |
| 3  | «Родина» (Киров)            | 4:3 1:6  | 2:2 3:4  |          | 4:3 3:6 | 4:2 2:2 | 5:2 8:7  | 6:4 3:0 | 5:3 11:5 | 10:4 2:1  | 8:3 5:1  | 6:2 3:0   | 15 | 2 | 3  | 95 — 60 = + 35  | 47 |
| 4  | «Старт» (Нижний Новгород)   | 6:5 3:9  | 5:1 3:4  | 6:3 3:4  |         | 4:1 6:4 | 6:4 8:8  | 8:1 5:4 | 7:6 1:4  | 5:2 4:2   | 7:1 9:1  | 6:2 7:3   | 15 | 1 | 4  | 109 — 69 = + 40 | 46 |
| 5  | «Зоркий» (Красногорск)      | 6:3 1:7  | 7:2 0:2  | 2:2 2:4  | 4:6 1:4 |         | 5:5 5:0  | 4:5 3:2 | 7:2 2:5  | 5:1 4:6   | 4:4 4:3  | 6:2 8:4   | 9  | 3 | 8  | 80 — 69 = + 11  | 30 |
| 6  | «Ракета» (Казань)           | 3:7 2:9  | 4:4 2:7  | 7:8 2:5  | 8:8 4:6 | 0:5 5:5 |          | 2:0 4:7 | 5:1 6:4  | 5:2 10:3  | 3:5 8:4  | 6:3 5:3   | 8  | 3 | 9  | 91 — 96 = — 5   | 27 |
| 7  | «Строитель» (Сыктывкар)     | 2:6 2:7  | 2:4 1:5  | 0:3 4:6  | 4:5 1:8 | 2:3 5:4 | 7:4 0:2  |         | 3:5 7:2  | 6:4 3:4   | 9:2 3:3  | 3:2 8:2   | 7  | 1 | 12 | 72 — 81 = — 9   | 22 |
| 8  | «Динамо» (Москва)           | 1:5 5:10 | 2:4 3:7  | 5:11 3:5 | 4:1 6:7 | 5:2 2:7 | 4:6 1:5  | 2:7 5:3 |          | 8:4 4:8   | 4:1 4:5  | 7:1 6:4   | 7  | 0 | 13 | 81 — 103 = — 22 | 21 |
| 9  | «Север» (Северодвинск)      | 5:7 2:8  | 4:8 4:10 | 1:2 4:10 | 2:4 2:5 | 6:4 1:5 | 3:10 2:5 | 4:3 4:6 | 8:4 4:8  |           | 7:5 3:2  | 10:1 2:11 | 6  | 0 | 14 | 78 — 118 = — 40 | 18 |
| 10 | «Североникель» (Мончегорск) | 3:13 2:9 | 3:6 1:7  | 1:5 3:8  | 1:9 1:7 | 3:4 4:4 | 4:8 5:3  | 3:3 2:9 | 5:4 1:4  | 2:3 5:7   |          | 4:7 3:2   | 3  | 2 | 15 | 56 — 122 = — 66 | 11 |
| 11 | «Локомотив» (Оренбург)      | 5:8 2:10 | 4:10 1:5 | 0:3 2:6  | 3:7 2:6 | 4:8 2:6 | 3:5 3:6  | 2:8 2:3 | 4:6 1:7  | 11:2 1:10 | 2:3 7:4  |           | 2  | 0 | 18 | 61 — 123 = — 61 | 6  |

В верхних строках таблицы приведены результаты домашних матчей, а в нижних — результаты игр на выезде.
| М  | Восточная группа                   | 1        | 2        | 3        | 4       | 5       | 6        | 7       | 8        | 9        | 10       | 11       | В  | Н | П  | Мячи            | О  |
| -- | ---------------------------------- | -------- | -------- | -------- | ------- | ------- | -------- | ------- | -------- | -------- | -------- | -------- | -- | - | -- | --------------- | -- |
| 1  | «Сибсельмаш» (Новосибирск)         |          | 3:2 1:2  | 3:2 1:1  | 9:3 2:5 | 6:2 4:5 | 4:1 6:1  | 6:3 5:1 | 10:1 4:5 | 3:2 10:2 | 4:0 6:2  | 5:1 11:2 | 15 | 1 | 4  | 103 — 43 = + 60 | 46 |
| 2  | «Сибскана» (Иркутск)               | 2:1 2:3  |          | 4:2 4:0  | 4:2 3:4 | 4:1 3:7 | 4:1 1:2  | 4:0 2:5 | 5:3 3:1  | 4:2 7:3  | 11:3 4:4 | 8:2 6:1  | 14 | 1 | 5  | 85 — 47 = + 38  | 43 |
| 3  | СКА-«Зенит» (Екатеринбург)         | 1:1 2:3  | 0:4 2:4  |          | 5:1 2:1 | 3:1 2:3 | 4:3 3:3  | 5:2 1:2 | 3:1 3:2  | 4:2 8:3  | 7:0 5:1  | 5:4 11:1 | 13 | 2 | 5  | 76 — 42 = + 34  | 41 |
| 4  | «Енисей» (Красноярск)              | 5:2 3:9  | 4:3 2:4  | 1:2 1:5  |         | 6:2 1:4 | 5:3 1:1  | 7:2 2:1 | 4:3 6:3  | 7:0 3:5  | 7:2 7:1  | 6:0 6:4  | 13 | 1 | 6  | 84 — 56 = + 28  | 40 |
| 5  | «Кузбасс» (Кемерово)               | 5:4 2:6  | 7:3 1:4  | 3:2 1:3  | 4:1 2:6 |         | 6:3 2:4  | 8:5 3:5 | 6:3 3:8  | 8:4 7:3  | 9:3 9:1  | 6:0 7:0  | 13 | 0 | 7  | 99 — 68 = + 31  | 39 |
| 6  | «Агрохим» (Березники)              | 1:6 1:4  | 2:1 1:4  | 3:3 3:4  | 1:1 3:5 | 4:2 3:6 |          | 6:0 1:1 | 4:1 1:2  | 2:1 2:3  | 10:2 4:3 | 8:1 5:4  | 9  | 3 | 8  | 65 — 54 = + 11  | 30 |
| 7  | СКА (Хабаровск)                    | 1:5 3:6  | 5:2 0:4  | 2:1 2:5  | 1:2 2:7 | 5:3 5:8 | 1:1 0:6  |         | 4:3 3:3  | 5:1 5:2  | 2:2 3:3  | 7:1 5:2  | 8  | 4 | 8  | 61 — 67 = — 6   | 28 |
| 8  | «Маяк» (Краснотурьинск)            | 5:4 1:10 | 1:3 3:5  | 2:3 1:3  | 3:6 3:4 | 8:3 3:6 | 2:1 1:4  | 3:3 3:4 |          | 4:2 2:4  | 6:3 2:3  | 8:0 5:6  | 6  | 1 | 13 | 66 — 77 = — 11  | 19 |
| 9  | «Саяны» (Абакан)                   | 2:10 2:3 | 3:7 2:4  | 3:8 2:4  | 5:3 0:7 | 3:7 4:8 | 3:2 1:2  | 2:5 1:5 | 4:2 2:4  |          | 5:0 4:1  | 4:3 6:7  | 6  | 0 | 14 | 58 — 92 = — 34  | 18 |
| 10 | «Уральский трубник» (Первоуральск) | 2:6 0:4  | 4:4 3:11 | 1:5 0:7  | 1:7 2:7 | 1:9 3:9 | 3:4 2:10 | 3:3 2:2 | 3:2 3:6  | 1:4 0:5  |          | 6:2 3:2  | 3  | 3 | 14 | 43 — 109 = — 66 | 12 |
| 11 | «Юность» (Омск)                    | 2:11 1:5 | 1:6 2:8  | 1:11 4:5 | 4:6 0:6 | 0:7 0:6 | 4:5 1:8  | 2:5 1:7 | 6:5 0:8  | 7:6 3:4  | 2:3 2:6  |          | 2  | 0 | 18 | 43 — 128 = — 85 | 6  |

В верхних строках таблицы приведены результаты домашних матчей, а в нижних — результаты игр на выезде.

## Финальный этап

### Плей-офф.
|  | Четвертьфинал | Четвертьфинал              | Четвертьфинал        |                            |                      | Полуфинал                  | Полуфинал             | Полуфинал             |                       |                       | Финал                 | Финал                  | Финал   | Финал | Финал |
|  |               |                            |                      |                            |                      |                            |                       |                       |                       |                       |                       |                        |         |       |       |
|  | З-1           | «Водник» (Архангельск)     | 8:5                  |                            |                      |                            |                       |                       |                       |                       |                       |                        |         |       |       |
|  | В-4           | «Енисей» (Красноярск)      | 4:5                  |                            |                      |                            |                       |                       |                       |                       |                       |                        |         |       |       |
|  | В-4           | «Енисей» (Красноярск)      | 4:5                  |                            | З-1                  | «Водник» (Архангельск)     | 9:1-3:1               |                       |                       |                       |                       |                        |         |       |       |
|  |               |                            |                      |                            | З-1                  | «Водник» (Архангельск)     | 9:1-3:1               |                       |                       |                       |                       |                        |         |       |       |
|  |               | В-2                        | «Сибскана» (Иркутск) | 3:1                        |                      |                            |                       |                       |                       |                       |                       |                        |         |       |       |
|  | В-2           | В-2                        | «Сибскана» (Иркутск) | 3:1                        | «Сибскана» (Иркутск) | 5:3                        |                       |                       |                       |                       |                       |                        |         |       |       |
|  | В-2           |                            |                      |                            | «Сибскана» (Иркутск) | 5:3                        |                       |                       |                       |                       |                       |                        |         |       |       |
|  | З-3           | «Родина» (Киров)           | 1:2                  |                            |                      |                            |                       |                       |                       |                       |                       |                        |         |       |       |
|  |               |                            |                      |                            |                      |                            |                       |                       |                       |                       | З-1                   | «Водник» (Архангельск) | 5:4-9:2 |       |       |
|  |               |                            | В-1                  | «Сибсельмаш» (Новосибирск) | 8:2                  |                            |                       |                       |                       |                       |                       |                        |         |       |       |
|  | В-1           | «Сибсельмаш» (Новосибирск) | 10:1-9:4             |                            |                      |                            |                       |                       |                       |                       |                       |                        |         |       |       |
|  | З-4           | «Старт» (Нижний Новгород)  | 4:2                  |                            |                      |                            |                       |                       |                       |                       |                       |                        |         |       |       |
|  | З-4           | «Старт» (Нижний Новгород)  | 4:2                  |                            | В-1                  | «Сибсельмаш» (Новосибирск) | 9:3-4:2               |                       |                       |                       |                       |                        |         |       |       |
|  |               |                            |                      |                            | В-1                  | «Сибсельмаш» (Новосибирск) | 9:3-4:2               |                       |                       |                       |                       |                        |         |       |       |
|  |               | З-2                        | «Волга» (Ульяновск)  | 5:3                        |                      |                            | Матчи за третье место | Матчи за третье место | Матчи за третье место | Матчи за третье место | Матчи за третье место |                        |         |       |       |
|  | З-2           | З-2                        | «Волга» (Ульяновск)  | 5:3                        | «Волга» (Ульяновск)  | 1:0-2:0                    | Матчи за третье место | Матчи за третье место | Матчи за третье место | Матчи за третье место | Матчи за третье место |                        |         |       |       |
|  | З-2           |                            |                      |                            | «Волга» (Ульяновск)  | 1:0-2:0                    |                       |                       |                       |                       |                       |                        |         |       |       |
|  | В-3           | СКА-"Зенит" (Екатеринбург) | 6:4                  |                            |                      |                            |                       |                       |                       |                       | З-2                   | «Волга» (Ульяновск)    | 5:2-3:1 |       |       |
|  |               |                            |                      |                            |                      |                            |                       |                       |                       |                       | В-2                   | «Сибскана» (Иркутск)   | 12:4    |       |       |

1. Выделены команды, победившие в парах.
2. Курсивом выделены команды, на чьих полях проводились первые матчи.
3. В верхних строчках показаны результаты домашних игр, а в нижних результаты игр в гостях.
- Игры 1/4 финала. 20, 23 и 24 февраля.
- СКА-«Зенит» (Екатеринбург) — «Волга» (Ульяновск) 6:4 − 0:1 − 0:2.
- «Старт» (Нижний Новгород) − «Сибсельмаш» (Новосибирск) 4:2 − 1:10 − 4:9.
- «Родина» (Киров) − «Сибскана» (Иркутск) 1:2 − 3:5.
- «Енисей» (Красноярск) − «Водник» (Архангельск) 4:5 − 5:8.
- Игры 1/2 финала для команд, разыгрывающих места с 1 по 4. 28 февраля, 3 и 4 марта.
- «Волга» (Ульяновск) − «Сибсельмаш» (Новосибирск) 5:3 − 3:9 − 2:4.
- «Сибскана» (Иркутск) − «Водник» (Архангельск) 3:1 − 1:9 − 1:3.
- Финал за 1-2 место. 8, 11 и 12 марта.
- «Сибсельмаш» (Новосибирск) − «Водник» (Архангельск) 8:2 − 4:5 − 2:9.
- Матчи за 3 − 4 места. 8, 11 и 12 марта.
- «Сибскана» (Иркутск) − «Волга» (Ульяновск)  12:4 − 2:5 − 1:3.

### Игры за 5-8 место
|  | Полуфиналы                    | Полуфиналы                     |     |                      | Матчи за 5 место              | Матчи за 5 место |
|  |                               |                                |     |                      |                               |                  |
|  |                               |                                |     |                      |                               |                  |
|  | В-4 «Енисей» (Красноярск)     | 11:6                           |     |                      |                               |                  |
|  | З-3 «Родина» (Киров)          | 3:0-1:2                        |     |                      |                               |                  |
|  |                               |                                |     |                      |                               |                  |
|  |                               |                                |     |                      |                               |                  |
|  |                               |                                |     |                      | В-4 «Енисей» (Красноярск)     | 4:1              |
|  |                               | В-3 СКА-"Зенит" (Екатеринбург) | 3:4 |                      |                               |                  |
|  |                               |                                |     |                      |                               |                  |
|  |                               |                                |     |                      |                               |                  |
|  |                               |                                |     |                      | Матчи за 7-е место            |                  |
|  |                               |                                |     |                      |                               |                  |
|  | В-3 СКА-"Зенит"               | 5:2-7:4                        |     | З-3 «Родина» (Киров) | 1:6-4:2                       |                  |
|  | З-4 «Старт» (Нижний Новгород) | 5:1                            |     |                      | З-4 «Старт» (Нижний Новгород) | 5:7              |

1. Выделены команды, победившие в парах.
2. Курсивом выделены команды, на чьих полях проводились первые матчи.
3. В верхних строчках показаны результаты домашних игр, а в нижних результаты игр в гостях.
- Игры 1/2 финала для команд, разыгрывающих места с 5 по 8. 28 февраля, 3 и 4 марта.
- «Енисей» (Красноярск) − «Родина» (Киров) 11:6 − 0:3 − 2:1.
- «Старт» (Нижний Новгород) − СКА-«Зенит» (Екатеринбург) 5:1 − 2:5 − 4:7.
- Матчи за 5 − 6 места. 8 и 11 марта.
- «Енисей» (Красноярск) − СКА-«Зенит» (Екатеринбург) 4:1 − 4:3.
- Матч за 7 − 8 места. 8, 11 и 12 марта.
- «Старт» (Нижний Новгород) − «Родина» (Киров) 5:7 − 6:1 − 2:4.

### Турнир за 9-14 место
| М-П | Красногорск, 25 февраля — 3 марта | В-5     | В-6     | В-7     | З-5     | З-6     | З-7     | В | Н | П | Мячи          | О  | О-П | О-Σ | Место |
| --- | --------------------------------- | ------- | ------- | ------- | ------- | ------- | ------- | - | - | - | ------------- | -- | --- | --- | ----- |
| В-5 | «Кузбасс» (Кемерово)              |         |         |         | 1:1 3:1 | 2:2 1:1 | 6:3 3:3 | 2 | 4 | 0 | 16 — 11 = + 5 | 10 | 6   | 16  | 10    |
| В-6 | «Агрохим» (Березники)             |         |         |         | 1:1 1:0 | 6:4 5:2 | 1:8 3:3 | 3 | 2 | 1 | 17 — 18 = − 1 | 11 | 7   | 18  | 9     |
| В-7 | СКА (Хабаровск)                   |         |         |         | 5:3 0:5 | 2:4 6:2 | 2:0 0:0 | 3 | 1 | 2 | 15 — 14 = + 1 | 10 | 4   | 14  | 11    |
| З-5 | «Зоркий» (Красногорск)            | 1:1 1:3 | 1:1 0:1 | 3:5 5:0 |         |         |         | 1 | 2 | 3 | 11 — 11 = 0   | 5  | 7   | 12  | 12    |
| З-6 | «Ракета» (Казань)                 | 2:2 1:1 | 4:6 2:5 | 4:2 2:6 |         |         |         | 1 | 2 | 3 | 15 — 22 = − 7 | 5  | 4   | 9   | 14    |
| З-7 | «Строитель» (Сыктывкар)           | 3:6 3:3 | 8:1 3:3 | 0:2 0:0 |         |         |         | 1 | 3 | 2 | 17 — 15 = + 2 | 6  | 6   | 12  | 13    |

В финале командам зачтены очки, набранные ими в играх между собой на предварительном этапе. В таблице результаты этих игр не показаны.

### Турнир за 15-22 место
| М-П  | Краснотурьинск, 3 − 11 марта       | В-8     | В-9       | В-10    | В-11    | З-8       | З-9     | З-10    | З-11    | В | Н | П | М              | О  | О-П | О-Σ | Место |
| ---- | ---------------------------------- | ------- | --------- | ------- | ------- | --------- | ------- | ------- | ------- | - | - | - | -------------- | -- | --- | --- | ----- |
| В-8  | «Маяк» (Краснотурьинск)            |         |           |         |         | 5:2 6:3   | 5:3 9:3 | 6:2 9:3 | 1:5 7:3 | 7 | 0 | 1 | 48 — 24 = + 24 | 21 | 9   | 30  | 15    |
| В-9  | «Саяны» (Абакан)                   |         |           |         |         | 3:12 8:12 | 5:3 0:1 | 4:6 3:3 | 6:3 3:4 | 2 | 1 | 5 | 32 — 44 = − 12 | 7  | 12  | 19  | 20    |
| В-10 | «Уральский трубник» (Первоуральск) |         |           |         |         | 4:1 2:6   | 5:7 6:0 | 6:3 8:2 | 3:2 2:3 | 5 | 0 | 3 | 36 — 24 = + 12 | 15 | 9   | 24  | 17    |
| В-11 | «Юность» (Омск)                    |         |           |         |         | 1:6 2:8   | 4:9 2:7 | 3:8 2:7 | 2:5 1:5 | 0 | 0 | 8 | 17 — 55 = − 38 | 0  | 6   | 6   | 22    |
| З-8  | «Динамо» (Москва)                  | 2:5 3:6 | 12:3 12:8 | 1:4 6:2 | 6:1 8:2 |           |         |         |         | 5 | 0 | 3 | 50 — 31 = + 19 | 15 | 12  | 27  | 16    |
| З-9  | «Север» (Северодвинск)             | 3:5 3:9 | 3:5 1:0   | 7:5 0:6 | 9:4 7:2 |           |         |         |         | 4 | 0 | 4 | 33 — 36 = − 3  | 12 | 9   | 21  | 18    |
| З-10 | «Североникель» (Мончегорск)        | 2:6 3:9 | 6:4 3:3   | 3:6 2:8 | 8:3 7:2 |           |         |         |         | 3 | 1 | 4 | 34 — 41 = − 7  | 10 | 6   | 16  | 21    |
| З-11 | «Локомотив» (Оренбург)             | 5:1 3:7 | 3:6 4:3   | 2:3 3:2 | 5:2 5:1 |           |         |         |         | 5 | 0 | 3 | 30 — 25 = + 5  | 15 | 6   | 21  | 19    |

В финале командам зачтены очки, набранные ими в играх между собой на предварительном этапе. В таблице результаты этих игр не показаны.

## Сводная таблица чемпионата
| Команда                                | И  | В  | Н | П  | М       | О  |
| -------------------------------------- | -- | -- | - | -- | ------- | -- |
| 1. «Водник» (Архангельск)              | 28 | 22 | 0 | 6  | 184:92  | 44 |
| 2. «Сибсельмаш» (Новосибирск)          | 29 | 20 | 1 | 8  | 154:78  | 41 |
| 3. «Волга» (Ульяновск)                 | 29 | 20 | 2 | 7  | 130:98  | 42 |
| 4. «Сибскана» (Иркутск)                | 28 | 18 | 1 | 9  | 112:76  | 37 |
| 5. «Енисей» (Красноярск)               | 27 | 17 | 1 | 9  | 114:83  | 35 |
| 6. СКА-«Зенит» (Екатеринбург)          | 28 | 16 | 2 | 10 | 99:68   | 34 |
| 7. «Родина» (Киров)                    | 28 | 18 | 2 | 8  | 121:93  | 38 |
| 8. «Старт» (Нижний Новгород)           | 29 | 18 | 1 | 10 | 142:115 | 37 |
| 9. «Агрохим» (Березники)               | 26 | 12 | 5 | 9  | 82:72   | 29 |
| 10. «Кузбасс» (Кемерово)               | 26 | 15 | 4 | 7  | 115:79  | 34 |
| 11. СКА (Хабаровск)                    | 26 | 11 | 5 | 10 | 76:81   | 27 |
| 12. «Зоркий» (Красногорск)             | 26 | 10 | 5 | 11 | 91:80   | 25 |
| 13. «Строитель» (Сыктывкар)            | 26 | 8  | 4 | 14 | 89:96   | 20 |
| 14. «Ракета» (Казань)                  | 26 | 9  | 5 | 12 | 106:118 | 23 |
| 15. «Маяк» (Краснотурьинск)            | 28 | 13 | 1 | 14 | 114:101 | 27 |
| 16. «Динамо» (Москва)                  | 28 | 12 | 0 | 16 | 131:134 | 24 |
| 17. «Уральский трубник» (Первоуральск) | 28 | 8  | 3 | 17 | 79:133  | 19 |
| 18. «Север» (Северодвинск)             | 28 | 10 | 0 | 18 | 111:154 | 20 |
| 19. «Локомотив» (Оренбург)             | 28 | 7  | 0 | 21 | 91:148  | 14 |
| 20. «Саяны» (Абакан)                   | 28 | 8  | 1 | 19 | 90:136  | 17 |
| 21. «Североникель» (Мончегорск)        | 28 | 6  | 3 | 19 | 90:163  | 15 |
| 22. «Юность» (Омск)                    | 28 | 2  | 0 | 26 | 60:183  | 4  |

## Составы команд и статистика игроков
Чемпионы России
- «Водник» (Архангельск) (23 игрока): Владимир Петухов (16), Ильяс Хандаев (19) — Дмитрий Веселов (20; 0), Александр Киприянов (28; 0), Алексей Белов (27; 4), Денис Варлачёв (22; 2), Сергей Гусев (14; 1), Игорь Коняхин (27; 13), Александр Кротов (13; 1), Олег Незнамов (26; 26), Юрий Погребной (26; 3), Валерий Проурзин (19; 4), Эдуард Трифонов (26; 13), Александр Тюкавин (26; 22), Денис Шумов (25; 7), Олег Батов (22; 5), Игорь Гапанович (5; 10), Александр Зинкевич (25; 15), Андрей Стук (27; 36), Юрий Шкурко (24; 19). В составе команды также выступали Олег Тюкавин (1; 0), Николай Ярович (5; 3), Николай Кулагин (4; 0).

Серебряные призёры
- «Сибсельмаш» (Новосибирск) (19 игроков): Эдуард Вормсбехер (15), Владислав Нужный (26) — Сергей Каргаполов (29; 0), Александр Лопатин (29; 0), Евгений Свиридов (28; 5), Сергей Васильев (27; 5), Александр Михеев (29; 2), Сергей Рогулёв (26; 7), Андрей Федосеев (27; 6), Андрей Филиппов (23; 4), Олег Чубинский (29; 1), Алексей Бурков (27; 23), Игорь Войтович (29; 13), Игорь Казарин (29; 28), Михаил Клянин (28; 9), Дмитрий Копнин (29; 10), Сергей Таранов (16; 6), Михаил Юрьев (28; 35). В составе команды также выступал Игорь Керимов (1; 0).

Бронзовые призёры
- «Волга» (Ульяновск) (27 игроков): Алексей Агафонов (8), Сергей Кузнецов (19), Олег Шубин (27) — Раис Гайфуллин (27; 0), Владимир Иванов (21; 0), Дмитрий Козлов (26; 3), Логинов Юрий (25; 30), Николай Синьков (29; 0), Юрий Ушаков (19; 0), Игорь Бойцов (20; 2), Сергей Евдокимов (28; 6), Дмитрий Маланин (27; 4), Игорь Уфандеев (16; 1), Дмитрий Филимонов (28; 12), Сергей Барбунов (28; 14), Андрей Котачёв (29; 11), Виталий Макаров (24; 13), Андрей Рушкин (27; 17), Алексей Самойлов (27; 7), Сергей Чесалов (25; 10). В составе команды также выступали Борис Вавилов (3; 0), Игорь Воронцов (2; 0), Андрей Кулагин (9; 0), Алексей Панин (10; 0), Сергей Улазов (1; 0), Рамис Хабибуллин (3; 0), Алексей Шолохов (5; 0).

- 4. «Сибскана» (Иркутск) (22 игрока): Алексей Баженов (14), Алексей Негрун (17), Сергей Речкин (16) — Михаил Бральгин (21; 9), Евгений Гришин (28; 35), Вадим Губарев (25; 8), Сергей Домышев (27; 13), Василий Донских (26; 1), Евгений Ерахтин (27; 5), Виктор Захаров (28; 3), Василий Карелин (28; 1), Василий Никитин (28; 1), Михаил Никитин (16; 0), Юрий Никитин (28; 17), Роман Разумов (27; 10), Евгений Смолянинов (22; 0), Дмитрий Соколов (26; 1), Алексей Терентьев (26; 0), Иван Угрюмов (20; 8). В составе команды также выступали Александр Васильев (6; 0), Григорий Домышев (1; 0) и Александр Труфанов (2; 0).
- 5. «Енисей» (Красноярск) (19 игроков): Андрей Баландин (26), Дмитрий Озерский (26) — Виталий Ануфриенко (27; 25), Сергей Бурлаков (27; 7), Андрей Веселов (27; 0), Михаил Добрынин (24; 1), Артём Иванов (22; 0), Евгений Колосов (27; 21), Иван Максимов (27; 21), Вячеслав Морзовик (27; 4), Юрий Першин (27; 3), Денис Рябчевский (25; 2), Анатолий Суздалев (27; 16), Евгений Швецов (25; 1), Алексей Щеглов (27; 10), Дмитрий Щетинин (27; 3). В составе команды также выступали Игорь Бондаренко (5; 0), Виталий Лабун (11; 0) и Сергей Фоменко (14; 0).
- 6. «СКА-Свердловск» (Екатеринбург) (16 игроков): Алексей Пономарёв (12), Олег Пшеничный (24) — Александр Братцев (27; 15), Алексей Жеребков (28; 4), Вячеслав Мамочкин (20; 4), Вадим Мокин (26; 0), Юрий Никульшин (28; 16), Олег Полев (21; 15), Константин Савченко (26; 1), Андрей Санников (28; 0), Игорь Стафеев (28; 5), Сергей Топычканов (28; 0), Олег Хайдаров (28; 0), Евгений Хвалько (28; 13), Олег Хлопунов (28; 8), Максим Чермных (28; 18).
- 7. «Родина» (Киров) (17 игроков): Денис Половников (17), Владимир Щепалин (21) — Сергей Агалаков (27; 13), Константин Горностаев (28; 5), Дмитрий Евтюшин (21; 2), Алексей Загарских (28; 30), Игорь Загоскин (28; 4), Алексей Кузнецов (28; 0), Павел Курочкин (22; 1), Андрей Мороков (28; 16), Эдуард Патрушев (28; 23), Александр Симонов (26; 0), Денис Слаутин (28; 3), Сергей Александрович Фоминых (27; 23), Дмитрий Черепанов (25; 0), Сергей Шабуров (25; 1). В команде также выступал Евгений Перевощиков (4; 0).
- 8. «Старт» (Нижний Новгород) (21 игрок): Николай Зыкин (27), Вячеслав Рябов (22) — Игорь Агапов (28; 13), Андрей Бегунов (29; 16), Анатолий Илясов (22; 5), Константин Клековкин (29; 1), Николай Коновалов (26; 0), Игорь Коноплёв (22; 3), Олег Лаврентьев (15; 0), Вадим Морозов (29; 36), Валерий Осипов (18; 2), Сергей Покидов (29; 40), Эдуард Саксонов (23; 0), Александр Сергеев (28; 18), Феликс Тарасов (27; 3), Дмитрий Чекулаев (28; 0), Игорь Чиликин (22; 0), Олег Шестеров (28; 0), Михаил Щитов (27; 5). В составе команды также выступал Александр Вихарев (3; 0) и вратарь Александр Евтин (3; ?).
- 9. «Агрохим» (Березники) (21 игрок): Андрей Анисимов (25), Олег Крутихин (21) — Владислав Бабин (17; 0), Александр Ваганов (26; 21), Сергей Гуторов (26; 0), Михаил Калтыга (25; 1), Игорь Коданёв (26; 8), Дмитрий В. Козлов (20; 7), Алексей Крашенинников (26; 0), Алексей Кузьмин (25; 5), Валерий Куманяев (25; 9), Андрей Макуненков (25; 15), Дмитрий Протонин (26; 3), Михаил Танков (26; 6), Олег Тимонин (26; 0), Алексей Усьянцев (26; 0), Александр Шмидт (26; 7). В команде также выступали Андрей Бобков (3; 0), Дмитрий Разуваев (14; 0), Евгений Федосеев (1; 0, и Олег Шарков (1; 0).
- 10. «Кузбасс» (Кемерово) (18 игроков): Дмитрий Атапин (17), Вячеслав Стародид (22) — Владимир Баздырев (26; 0), Сергей Бессонов (26; 19), Сергей Большаков (26; 0), Юрий Витухин (24; 16), Юрий Волков (26; 27), Алексей Викторович Золотарёв (22; 0), Сергей Кухтинов (26; 1), Евгений Морозов (26; 0), Алексей Мясоедов (25; 8), Максим Нестеров (13; 2), Николай Талаш (25; 0), Сергей Тарасов (25; 31), Алексей Федосов (24; 10). В команде также выступали Дмитрий Дунцев (12; 0), Виталий Кухтинов (6; 0) и Дмитрий Самойлов (6; 0). Один мяч в свои ворота забил Сергей Топычканов («СКА-Свердловск»).
- 11. СКА-«Нефтяник» (Хабаровск) (20 игроков): Олег Андрющенко (21), Сергей Бурдюхов (14) — Александр Волков (25; 0), Юрий Горностаев (26; 2), Константин Ерёменко (26; 2), Виктор Ковалёв (24; 10), Алексей Кульков (26; 5), Александр Леонов (25; 3), Игорь Осипов (25; 17), Александр Першин (20; 3), Александр Прасолов (26; 5), Виталий Скопинцев (18; 7), Александр Сташко (18; 2), Евгений Стеблецов (26; 5), Руслан Шувалов (25; 14). В команде также выступали Алексей Голитаров (8; 1), Сергей Лапин (2; 0), Дмитрий Попов (13; 0), Владимир Сенотрусов (9; 0) и Дмитрий Ушаков (9; 0).
- 12. «Зоркий» (Красногорск) (19 игроков): Юрий Букалкин (11), Александр Господчиков (22) — Андрей Блынский (26; 10), Сергей Веснин (25; 1), Николай Горелов (23; 0), Кирилл Давыдов (24; 19), Дмитрий Ефанов (21; 16), Александр Илларионов (24; 24), Андрей Коротков (24; 0), Максим Кошелев (26; 2), Михаил Курыгин (26; 0), Андрей Локушин (26; 2), Олег Марьин (16; 1), Александр Силаев (14; 0), Дмитрий Солодов (26; 15), Алексей Чугунов (20; 1). В команде также выступали Владимир Балаев (8; 0), Александр Епифанов (3; 0) и Андрей Осипов (7; 0).
- 13. «Строитель» (Сыктывкар) (24 игрока): Андрей Мельников (22), Андрей Слобожанинов (24) — Александр Городилов (13; 1), Андрей Гресь (24; 1), Сергей Дёмин (26; 0), Алексей Другов (26; 20), Тимофей Игнатенков (23; 2), Игорь Коньков (24; 0), Вячеслав Леготин (26; 9), Владимир Марков (20; 7), Денис Олейник (26; 2), Алексей Попов (24; 1), Алексей Устюжанин (26; 24), Алексей Фошин (23; 18) Сергей Хрящёв (26; 1), Михаил Цывунин (25; 0), Константин Чужмаров (16; 2). В команде также выступали Дмитрий Городчиков (4; 0), Максим Мартынов (11; 0), Алексей Напалков (6; 0), Руслан Нейфельд (6; 0), Игорь Пьянов (3; 0), Михаил Сафошин (11; 0) и вратарь Константин Агафонов (1). 1 мяч в свои ворота забил Алеександр Берёзин «Динамо» (Москва).
- 14. «Ракета» (Казань) (20 игроков): Дмитрий Сергеев (22), Максим Юмин (25) — Алексей Амбурцев (25; 0), Андрей Афанасьев (26; 3), Леонид Ашихмин (23; 11), Владислав Братцев (26; 3), Юрий Игнатьев (22; 2), Андрей Илюхин (18; 2), Владимир Киселёв (25; 18), Юрий Князев (25; 0), Сергей Кондрашов (24; 28), Александр Мартьянов (22; 2), Александр Патяшин (26; 14), Евгений Пискунов (26; 0), Валерий Савичев (25; 1), Денис Тихонов (23; 0), Сергей Харитонов (25; 20), Юрий Шапкин (14; 2). В команде также выступали Юрий Мартьянов (2; 0) и Станислав Мишенин (6; 0).
- 15. «Маяк» (Краснотурьинск) (24 игрока): Валерий Загребельный (22), Кирилл Хвалько (22) — Юрий Вальтер (27; 0), Павел Екимов (26; 6), Евгений Иванушкин (15; 7), Сергей Ирисов (28; 4), Олег Кулаев (26; 17), Алексей Курочкин (28; 14), Максим Легаев (18; 3), Владислав Новожилов (28; 9), Виктор Нуждин (28; 4), Игорь Смуров (28; 0), Юрий Германович Соколов (27; 4), Владимир Третьяков (19; 2), Игорь Фаттахов (19; 0), Олег Чернов (26; 38), Олег Чикайда (25; 1), Юрий Чурсин (22; 5). В команде также выступали Юрий Алексеев (9; 0), Роман Валк (3, 0), Михаил Дунаев (8; 0), Денис Иванушкин (13; 0), Анатолий Орлов (1; 0) и вратарь Илья Куйвашёв (2; ?).
- 16. «Динамо» (Москва) (21 игрок): Константин Кравец (19; −48), Всеволод Харчев (25; −86) — Виктор Бахчиванжи (28; 21), Александр Берёзин (19; 7), Анатолий Еленский (20; 3), Андрей Ерошенко (17; 0), Золотарёв Андрей (28; 1), Денис Иевлев (28; 1), Дмитрий Коваленко (25; 0), Сергей Конаков (27; 47), Максим Кузнецов (16; 0), Вячеслав Манкос (28; 31), Александр Михалёв (28; 11), Александр Мишин (28; 8), Сергей Панфёров (18; 0), Андрей Плавунов (25; 1), Владимир Пушкарёв (15; 0), Виталий Соболев (28; 0). В команде также выступали Сергей Аржанов (9; 0), Андрей Дзевялтовский (9; 0) и Евгений Жирнов (1; 0).
- 17. «Уральский трубник» (Первоуральск) (21 игрок): Антон Мокеев (10), Сергей Сотин (28) — Вячеслав Алимов (28; 1), Александр Баршев (24; 0), Сергей Васильев (23; 0), Евгений Великанов (25; 3), Сергей Галич (26; 10), Александр Грехов (25; 2), Олег Ислентьев (15; 0), Владимир Кирьянов (19; 5), Андрей Кислов (27; 5), Леонид Клюкин (27; 14), Игорь Князев (27; 5), Юрий Комнацкий (22; 24), Тимофей Кудрявцев (26; 0), Сергей Полин (24; 5), Вячеслав Смирнов (18; 1), Михаил Шолохов (13; 3). В команде также выступали Антон Заболотский (5; 1) Денис Ин-фа-лин (8; 0) и Павел Чучалин (2; 0).
- 18. «Север» (Северодвинск) (23 игрока): Геннадий Кудрявцев (9), Михаил Лебедев (9), Александр Степанов (21) — Андрей Бережной (26; 6), Алексей Захаров (23; 2), Николай Кулагин (22; 22), Антон Левченко (24; 2), Валерий Могучий (28; 19), Александр Романюк (28; 0), Виктор Смутный (13; 8), Дмитрий Сухондяевский (28; 24), Дмитрий Шеховцов (25; 18), Евгений Шихирин (25; 0), Алексей Шишкин (28; 6) и Сергей Щукин (28; 0). В команде также выступали Василий Глебов (5; 0), Сергей Гусев (9; 2), Николай Иевлев (7; 0), Юрий Кучин (9; 2), Виктор Никитинский (12; 0), Олег Сауков (10; 0), Юрий Синицын (12; 0) и Сергей Спицын (13; 0).
- 19. «Локомотив» (Оренбург) (18 игроков): Алексей Лукин (27), Юрий Сотников (28) — Сергей Битков (28; 9), Вадим Горшунов (28; 10), Станислав Иванов (28; 1), Олег Кукушкин (28; 10), А. Макаров (28; 0), Александр Мутовкин (20; 0), Рим Нурутдинов (28; 11), Сергей Саушкин (28; 9), Владимир Стеклов (28; 2), Андрей Терехов (28; 2), Сергей Уланов (28; 20), Рамис Хабибуллин (26; 11), Олег Хованский (27; 2), Евгений Хомяков (27; 0), Дмитрий Чулочников (28; 3). В команде также выступал Олег Немов (4; 0). 1 мяч в свои ворота забил Сергей Дубинин «Саяны» (Абакан).
- 20. «Саяны» (Абакан) (22 игрока): Евгений Борисюк (25), Игорь Лопухин (28) — Игорь Вершинин (28; 11), Андрей Галеев (24; 8), Сергей Дубинин (28; 0), Николай Ельчанинов (28; 19), Николай Кадакин (28; 5), Андрей Калинин (28; 16), Евгений Калинкин (15; 1), Сергей Козыренко (15; 0), Евгений Кочубеев (16; 2), Иван Кунстман (20; 6), Игорь Савенков (19; 10), Валерий Савин (8; 10), Владимир Савин (17; 0), Юрий Тимофеев (24; 0;), Андрей Черменин (26; 2). В команде также выступали Константин Гребёнкин (3; 0), Виталий Данченков (8; 0), Виталий Кондаков (14; 0), Сергей Родин (12; 0), Валентин Соколов (12; 0) и вратарь Дмитрий Кремзуков (3; ?).
- 21. «Североникель» (Мончегорск) (21 игрок): Виктор Каменев (28), Олег Лебедев (7) — Константин Аврясов (23; 0),Анатолий Бунеев (27; 0), Николай Ефремов (27; 10), Михаил Жмуцкий (21; 1), Эдуард Замарин (28; 2), Яков Красовский (21; 3), Андрей Макаров (28; 11), Николай Постников (17; 0), Кирилл Рожин (15; 3), Николай Салин (26; 15), Сергей Старосветский (28; 18), Дмитрий Тугаринов (22; 3), Сергей Чернецкий (20; 15), Пётр Широков (27; 8), Фарит Якубов (15; 1). В команде также выступали Дмитрий Ильин (9; 0), Владимир Лещенко (4; 0), Вячеслав Сорокин (1; 0) и Андрей Стольников (13; 0).
- 22. «Юность» (Омск) (22 игрока): Максим Казанцев (9), Александр Лапотко (14), Максим Нужный (20) — Сергей Артёменко (21; 0), Максим Блем (27; 6), Евгений Евстигнев (28; 4), Вячеслав Затыкин (28; 2), Дмитрий Карпенко (28; 0), Евгений Лесников (23; 3), Вадим Поркулевич (20; 3), Сергей Поркулевич (20; 0), Владимир Сверлов (27; 10), Евгений Свирков (28; 9), Евгений Суковин (28; 11), Константин Хорошилов (15; 0), Василий Харченко (20; 2), Алексей Шевченко (20; 1), Евгений Яковлев (27; 9). В команде также выступали Игорь Листопад (2; 0), Дмитрий Макеев (14, 0), Юрий Полстянов (1; 0) и Юрий Самсонов (5; 0).

Лучший бомбардир — Сергей Конаков, «Динамо» (Москва) — 47 мячей.
По итогам сезона определён список 22 лучших игроков.

## Первая лига
Соревнования прошли с 23 ноября 1996 по 7 марта 1997 года. 23 команд были разделены на три группы. В финальном турнире по две лучшие команды от каждой группы оспаривали два места в высшей лиге.

## Вторая лига
Соревнования прошли с 30 ноября 1996 по 6 марта 1997 года.
На предварительном этапе 17 команд, разбитые на четыре группы, определили победителей. В 1 и 4 группах команды играли в 4 круга с разъездами, во 2 и в 3 группах в два круга в одном городе.
- Первая зона. Победитель «Родник» (Родники).
- Вторая зона. (Павлово-на Оке). Победитель «Волна» (Балахна).
- Третья зона. (Димитровград). Победитель «Химмаш» (Димитровград).
- Четвёртая зона. Победитель «Северский трубник» (Полевской).

В финале должны были играть две лучшие команды первой группы и победители других групп, однако «Родник» (Родники), «Волна» (Балахна) и «Северский трубник» (Полевской) от участия в турнире отказались. Дополнительно к финалу был допущен «Криогенмаш» (Балашиха), «Арктика» (Мурманск) и «Универсал» (Саратов).

### Финальный турнир второй группы класса «А»
Заключительный этап соревнований состоялся в Димитровграде, Ульяновская область с 1 по 6 марта 1997 года.
| М | Команда                 | 1    | 2    | 3   | 4   | 5    | В | Н | П | Мячи          | О  |
| - | ----------------------- | ---- | ---- | --- | --- | ---- | - | - | - | ------------- | -- |
| 1 | «Химмаш» (Димитровград) |      | 10:0 | 3:2 | 4:0 | 13:1 | 4 | 0 | 0 | 30 − 3 = + 27 | 12 |
| 2 | «Криогенмаш» (Балашиха) | 0:10 |      | 4:2 | 1:4 | 2:0  | 2 | 0 | 2 | 7 − 16 = — 9  | 6  |
| 3 | «Арктика» (Мурманск)    | 2:3  | 2:4  |     | 3:3 | 4:3  | 1 | 1 | 2 | 11 − 13 = − 2 | 4  |
| 4 | «Универсал» (Саратов)   | 0:4  | 4:1  | 3:3 |     | 3:4  | 1 | 1 | 2 | 10 − 12 = − 2 | 4  |
| 5 | «Вымпел» (Королев)      | 1:13 | 0:2  | 3:4 | 4:3 |      | 1 | 0 | 3 | 8 − 22 = − 14 | 3  |

- «Химмаш» (Димитровград): Д. Нескородьев (10), М. Ястребов (6), А. Малькин (4) — Е. Берш (10; 9), В. Ибрайкин (10; 6), А. Количенко (10; 0), М. Лоханов (10; 0), В. Ляшко (10; 3), О. Немов (10; 5), Е. Ратников (10; 14), О. Скачков (10; 0), А. Художилов (10; 14), Е. Феткулов (10; 3), Ш. Шагеев (10; 9), М. Зотов (6; 1), Вас. Куров (6; 3), А. Панин (6; 8), Е. Румянцев (6; 0), А. Новиков (4; 5), О. Потехин (4; 0), А. Раков (4; 2), В. Рубижанский (4; 0). Главный тренер − Л. И. Куклин.
- Право выступать в первой лиге завоевала «Химмаш» (Димитровград). Дополнительно право выступать в первой лиге было предоставлено «Криогенмашу» (Балашиха), «Универсалу» (Саратов), и «Вымпелу» (Королев).